# Jonathan Levi
Jonathan Levi, né le 23 janvier 1996 à Glumslöv en Suède, est un footballeur international suédois de père italien qui évolue au poste d'ailier droit à la Puskás Akadémia.

## Biographie

### Débuts professionnels
Né à Glumslöv en Suède, Jonathan Levi commence le football dans le club de sa ville natale, le Glumslövs FF (sv). Il joue ensuite pour l'Eskilsminne IF (en), avant de rejoindre le centre de formation de l'Helsingborgs IF.

### Östers IF
Avec l'équipe d'Östers IF, il se met en évidence en inscrivant cinq buts en deuxième division suédoise (Superettan), en une demie saison.

### Rosenborg BK
En juillet 2017, au vu de ses bonnes performances avec Östers, Levi est engagé par le club norvégien du Rosenborg BK, où il signe pour quatre ans.
Avec cette équipe, il se met en évidence lors des tours préliminaires de la Ligue Europa, en inscrivant trois buts, avec notamment un doublé contre lc club irlandais de Cork City. Il participe à la phase de groupe de la Ligue Europa en 2017 (deux matchs joués) puis en 2018 (cinq matchs joués).
Lors de la saison 2018, il inscrit quatre buts dans le championnat de Norvège avec Rosenborg.
Il remporte avec Rosenborg, deux titres de champion de Norvège, une Coupe de Norvège, et une Supercoupe de Norvège.

### IF Elfsborg
Le 8 février 2019, Jonathan Levi est prêté par Rosenborg à l'IF Elfsborg pour une saison. Lors de cette saison 2019, il inscrit cinq buts dans le championnat de Suède (Allsvenskan) avec l'IF Elfsborg.

### IFK Norrköping
Le 2 février 2020, Jonathan Levi rejoint l'IFK Norrköping. Il joue son premier match le 23 février suivant, lors d'une rencontre remportée par son équipe en Svenska Cupen face à l'Halmstads BK (1-0). Le 10 octobre 2020, Levi inscrit son premier triplé pour Norrköping, lors d'une rencontre de championnat face au Varbergs BoIS et permet ainsi à son équipe de remporter le match (1-3 score final),.

### Puskás Akadémia
Le 16 janvier 2023, lors du mercato hivernal, Jonathan Levi rejoint la Hongrie afin de s'engager en faveur de la Puskás Akadémia.
Levi inscrit son premier but pour le club le 18 février 2023, contre le Fehérvár FC, en championnat. Entré en jeu, il marque le but égalisateur (1-1 score final).

### En sélection nationale
Avec les espoirs, il participe aux éliminatoires du championnat d'Europe espoirs 2017. Il s'illustre en délivrant une passe décisive contre la Turquie, puis deux passes décisives contre Malte.
Le 8 janvier 2019, il figure pour la première fois sur le banc des remplaçants de l'équipe nationale A, mais sans rentrer en jeu, lors d'une rencontre amicale face à la Finlande (défaite 0-1). Jonathan Levi honore finalement sa première sélection avec l'équipe nationale de Suède trois jours plus tard, en match amical contre l'Islande. Il est titulaire au poste d'ailier droit ce jour-là, en étant remplacé à la 80e minute de jeu par Daleho Irandust. Les deux équipes se séparent sur un match nul (2-2).

## Palmarès
- Champion de Norvège en 2017 et 2018 avec Rosenborg
- Vainqueur de la Coupe de Norvège en 2018 avec Rosenborg
- Vainqueur de la Supercoupe de Norvège en 2018 avec Rosenborg